# Storage Wars : Enchères à New York
Storage Wars : Enchères à New York (Storage Wars : New York) est une émission de téléréalité américaine diffusée entre le 1er janvier 2013 et le 8 novembre 2013 sur la chaîne A&E.
En France, l'émission est diffusée depuis le 21 avril 2015 sur D17 et sur D8. C'est un autre spin-off de Storage Wars : Enchères surprises.

## Concept
« À New York, quand des garde-meubles sont abandonnés, les trésors qu'ils renferment sont vendus aux enchères ! »
L'émission se déroule à New York et montre les ventes aux enchères du contenu des garde-meubles. Lorsque les loyers de ces derniers sont impayés depuis plusieurs mois, ils sont vendus aux enchères. C'est un des spin-off de Storage Wars : Enchères surprises.

## Émissions
| Saison | Saison | Épisodes | Début            | Fin             |
| ------ | ------ | -------- | ---------------- | --------------- |
|        | 01     | 6        | 1er janvier 2013 | 15 janvier 2013 |
|        | 02     | 20       | 9 juillet 2013   | 8 novembre 2013 |

## Épisodes

### Saison 1 (2013)
1. Bisbille à Brooklyn (Beg, Borough, or Steal)
2. Dame fortune débarque à Harlem (Lady Luck Comes to Harlem)
3. En direct du Connecticut (Straight Outta Connecticut)
4. Enchères au New Jersey (The Shore Thing)
5. Long Island City, ville de rêves (Long Island City of Dreams)
6. J'ai un pont à vous vendre à Brooklyn (I've Got a Bridge to Sell You in Brooklyn)

### Saison 2 (2013)
1. L'Offre du marché (The Walking Bid)
2. Une tortue qui grandit à Harlem (A Turtle Grows in Harlem)
3. L'Embarras de richard (An Embarrassment of Richards)
4. Hi text, Hi jinx... (Hi-Text... Hi-Jinx)
5. Du côté du Bronx (Da Bronx Tale)
6. Une rondelle de porc (Pig in a Puck)
7. La Légende de la grenouille (Legends of the Fog)
8. Comme les offres mondiales (As the World Bids)
9. La Ville oubliée (The Forgotten Borough)
10. Les Serpents dans le casier (Snakes in a Locker)
11. École de serrurerie (School of Lock)
12. Casser la barraque (Breaking Bank)
13. Quelques bonnes offres (A Few Good Bids)
14. Offre sous la pluie (Bidding in the Rain)
15. L'or de l'East River (East River Gold)
16. Une enchère fracassante (Bid With a Bang)
17. Les ventes fantômes (Auction Haunters)
18. L'offre du maître de la funk (Bid Master Funk)
19. Ils sont à Queens village (It Takes a Queen's Village)
20. Ruée vers l'or (Drags to Riches)

## Participants
Commissaire priseur :
- John Luke

Enchérisseurs principaux :
- Joe Pauletich - "La Légende"[2]
- Chris Morelli & Tad Eaton - "La Grande Gueule" et "Le sage"[3]
- Candy Olsen (VF : Daria Levannier)[4] & Courtney Wagner - "L'étincelle" et "La Dynamite"[5]
- Mike Braiotta - "Le Lascar"[6]

Enchérisseurs récurrents:
- Steve Valenti - "Big Steve"
- D. Todd McCormick - "L’Embrouille": il fait sa première apparition dans la saison 2 à l'épisode "Du côté du Bronx" et refait deux apparitions ultérieures.

## Émissions dérivées
- Storage Wars : Enchères surprises est la première version, diffusée depuis le 1er décembre 2010.

Le série "Storage Wars" a donné lieu à huit autres déclinaisons, basées sur le même principe :
- Storage Wars : Texas (2011-2014) : Premier spin-off
- Storage Wars : Enchères à New York (2013) : Deuxième spin-off
- Storage Wars: Miami (en) (2015) : Troisième spin-off
- Barry'd Treasure (en) (2014) : Quatrième spin-off
- Brandi & Jarrod: Married to the Jo (2014) : Cinquième spin-off
- Storage Wars : Barry Strikes Back (2015) : Sixième spin-off
- Storage Wars : Adjugé, vendu (Canada) (2013 - 2015) : Première version international
- Storage Wars France : Enchères surprises (2015) (6ter) ; Deuxième version international

Autres émissions similaires :
- Auction Hunters
- Baggage Battles
- Enchères à l'aveugle (Property Wars)
- Enchères à tout prix
- Storage Hunters : La Guerre des enchères
- Box aux enchères (2016) (D8) .